# Menhir de Porzic
Le menhir de Porzic est situé au Vieux-Bourg dans le département français des Côtes-d'Armor.

## Protection
Il a été classé au titre des monuments historiques en 1965.

## Description
Le menhir a été dressé sur une hauteur à proximité d'un chaos granitique. Fusiforme à base ovalaire, il mesure 6 m de hauteur pour 2,70 m de largeur et 1,75 m d'épaisseur. Il est en granite porphyroïde.